# 掛川祭
掛川祭（かけがわまつり）は、静岡県掛川市の龍尾神社、神明宮、利神社、池辺神社、白山神社、津島神社、貴船神社で行われる祭礼。特に丑・辰・未・戌年に挙行される大祭を掛川大祭（かけがわおおまつり）と称し、それ以外の年に挙行される祭は便宜的に掛川小祭と称する。

## 概要

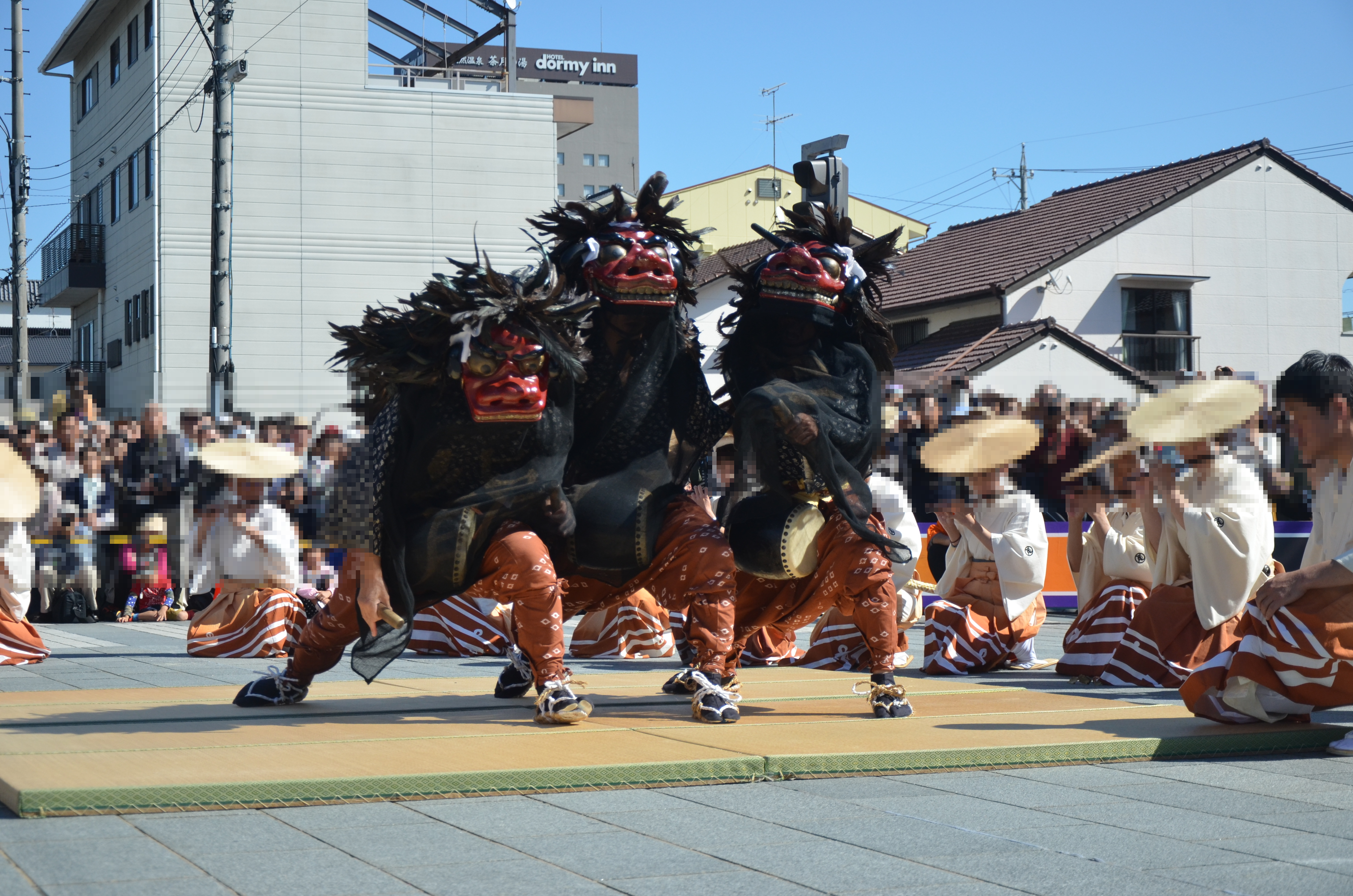
掛川大祭の瓦町の「獅子舞かんからまち」（2015年10月撮影）

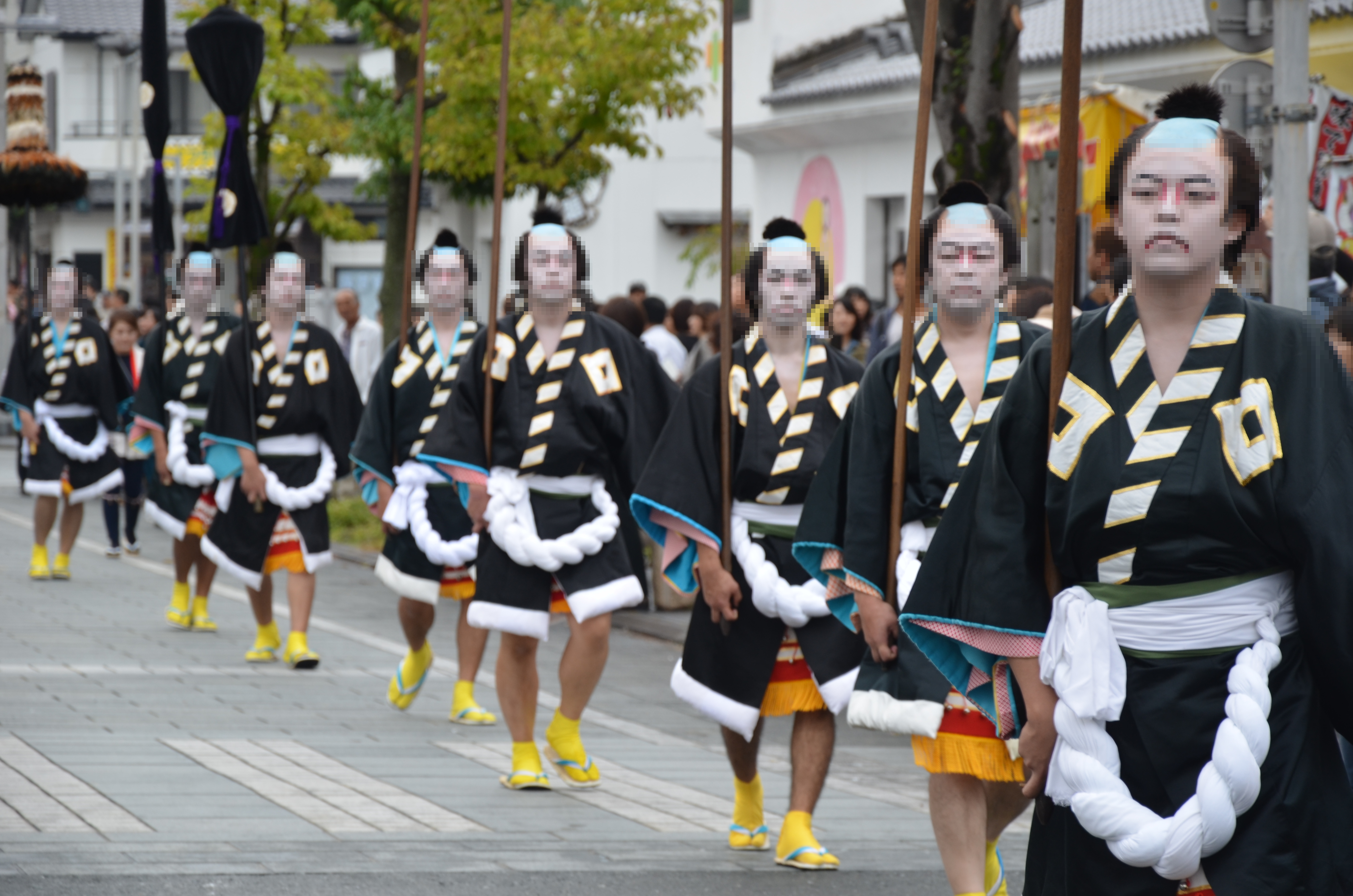
掛川大祭の西町の「奴道中」（2015年10月撮影）

掛川祭は、静岡県掛川市のうち旧掛川町の龍尾神社・神明宮・利神社、旧大池村の池辺神社・白山神社・津島神社・貴船神社、の7社41町によって行われる合同祭である。掛川市内を含む遠州地方では多くの地区で10月第2週に祭礼が行われているが、単に「掛川祭」という場合は掛川駅北の「掛川城下の祭り」を指す。ただし、利神社は駅南の南郷・西南郷地区（旧南郷村）で同日開催される「掛川駅南地区祭典」にも氏子町を持ち、神事においては同時に行われる。
各種の芸能と屋台祭りおよび獅子舞の三つの面で有名である。3年ごと（丑・辰・未・戌年）に大祭が挙行され、それ以外の年は小祭となる。戦後から現在に至るまで、屋台を中心とした都市祭礼となっているが、かつては大祭の年のみに屋台が曳き廻され、小祭には獅子を出していた。現在でも獅子は重要な位置付けにあり、特に大祭の年のみ行われる三大余興のうち瓦町の「獅子舞かんからまち」は、静岡県の無形民俗文化財に指定されている。また、同じく三大余興の一つである仁藤町の「大獅子」は、日本一の大きさと称し、大阪万博をはじめとする国内外の各種イベントにも単独で出演している。他にも各所で披露される余興（手踊り）、衣装など出し物の多彩さでは群を抜いている。
祭典期間中は中心市街地、旧東海道筋の広範囲に渡って交通規制が敷かれ、一般車両が進入できなくなり、市街地を走るバス路線も迂回ルートに変更される。中町・連雀通り、駅前通りには多数の露店が並び、屋台と参加者、見物客で非常に混雑する。
1990年までは高校生の参加が禁じられていたが、現在は誰もが参加できるようになっている。（高校生は参加申請が必要）

## 歴史
獅子と屋台という現在の掛川祭の原型が始まったのは定かではないが、宝暦年間（1751年‐1764年）に獅子舞が行われていることと、嘉永2年（1849年）に現存最古の祭り屋台が購入されていることから、少なくとも幕末には現在の原型が始まったと思われる。また祭典の中心の氏神である。

## 芸能の祭りとして
掛川の祭りは各町の出し物「余興」でも知られる。各町参加者が「かっぽれ」「奴さん」「おいとこ」「木遣り」などの舞踊を披露するが、以下に挙げる余興は、大祭の年だけに披露される特別な余興である。これらの中でも西町の「奴道中」、瓦町の「かんからまち」、仁藤町の「大獅子」は特に有名で三大余興という。
塩町の「浦島」
仁藤町の「大獅子」
重さ300キロの獅子頭が掛川の町内を練り歩く。
連雀町の「吉原雀」
肴町の「四十七士」
中町の「俄獅子」「桃太郎」
紺屋町の「木獅子」
江戸時代、掛川城主より獅子頭と太鼓を下付されたといわれる格式高い獅子舞。
西町の「奴道中」
島津家の大名行列をかたどったものといわれ、供奴の大名行列や毛槍の受け渡しが見もの。
瓦町の「かんからまち」
越後系の獅子舞で、3頭の木獅子が舞う、関東地方を中心に分布する三匹獅子舞の一種。
十九首の「神田祭」
衣裳は通常は各町ごと決められた法被を着用し帯を締めるが、大祭の特別な余興においては、専用の豪華な衣裳に仮装して余興を行う。このような出し物を特に戦前期には各町競って披露していたため、衣裳祭としての側面もあった。現在では上記の町で残っているのみであるが、下俣町の「曽我兄弟」など屋台の山車人形に名残をとどめる町もある。

## 屋台の祭りとして

### 屋台の形式

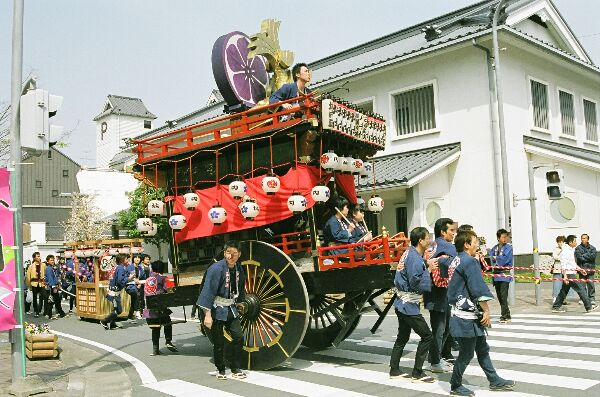
城内の二輪屋台

掛川の祭り屋台は、俗に「御所車型」と言われている二輪屋台である。ただ、御所車と全く同じ形というわけではなく、屋上には縁側に当たる浜床があり、跳高欄で囲まれ、依り代（ダシ）としての山車人形や獅子等が飾られる。ただし、掛川祭は芸能の祭りでもあり、囃子の締太鼓は屋台正面の出高欄（擬宝珠高欄）で演奏される。そのため遠州の他地域の二輪屋台と比べて出高欄が大きめに作ってある。このような型を出囃子と呼び、古い屋台では出囃子が無いものや、後から改修により取り付けられたものもある。

### 祭囃子
掛川の祭囃子は遠州横須賀の「三社祭礼囃子」の系統であるが、「沖の大船」や「本町二丁目」「六法」などの民謡や小唄・黒御簾なども演奏される。これは、浜松まつり同様、古くから祭りに芸者衆が参加していたためと考えられる。そのため、二輪屋台の祭礼では珍しく三味線も囃子に参加する。
横笛と三味線の奏者は近隣の笛吹き・芸者が招聘されるが、小太鼓、大太鼓は自町の小中学生などが担当する。

### 手木合わせと徹花

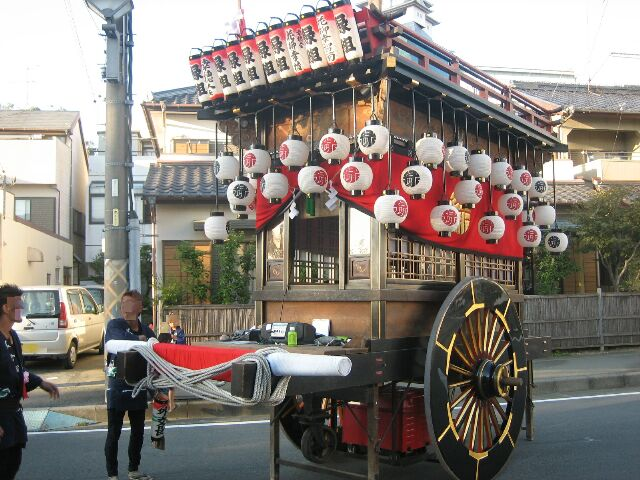
緑町の二輪屋台

掛川の屋台の名物が、屋台同士のすれ違いの際に行われる手木合わせ（てぎあわせ）と徹花（てっか）である。もともとこれらの風習は狭い道を屋台がすれ違う際に、「お互い無事に屋台がすれ違えました」という意味で手打ちをしたことに始まるが、道路が拡幅された現在でも風習として残っている。
まず2台の屋台がすれ違う際に屋台の手木（てぎ＝御所車で牛をつなぐ頸木の部分）を近づけ、これから屋台がすれ違うという確認を両町で行い、木頭（きがしら）と呼ばれる役員が拍子木を打つ（このとき両町の囃子は一旦中止）。屋台を通過させて車軸がすれ違う際に「無事通過した」ことを確認すると、再び両町の木頭が拍子木を打つ。このときにテンポの速い「徹花囃子」を披露することからこれを徹花（あるいは鉄火）という。更に屋台を進め、屋台尻がすれ違うとき、3度目の拍子木が打たれ、徹花は終了する。
なお、屋台と獅子・獅子と獅子がすれ違う場合でも拍子木が打たれるが、徹花は行われず、囃子を止めたまますれ違う。

## 獅子の祭りとして
掛川祭は屋台祭りとしてだけでなく、獅子の祭りとしても有名である。これは三大余興の大獅子・かんからまち以外にも小獅子・木獅子を持つ町があり、獅子舞が祭りの重要な要素であったからである。
小獅子と言っても幌が道路を覆い尽くすほどの大きなもので、動かすには数十人を要する。現在でも祭典時には屋台の間を小獅子が練り歩く。また、屋台を有する地区においても余興として獅子舞を披露することもある。

## 日程・行事

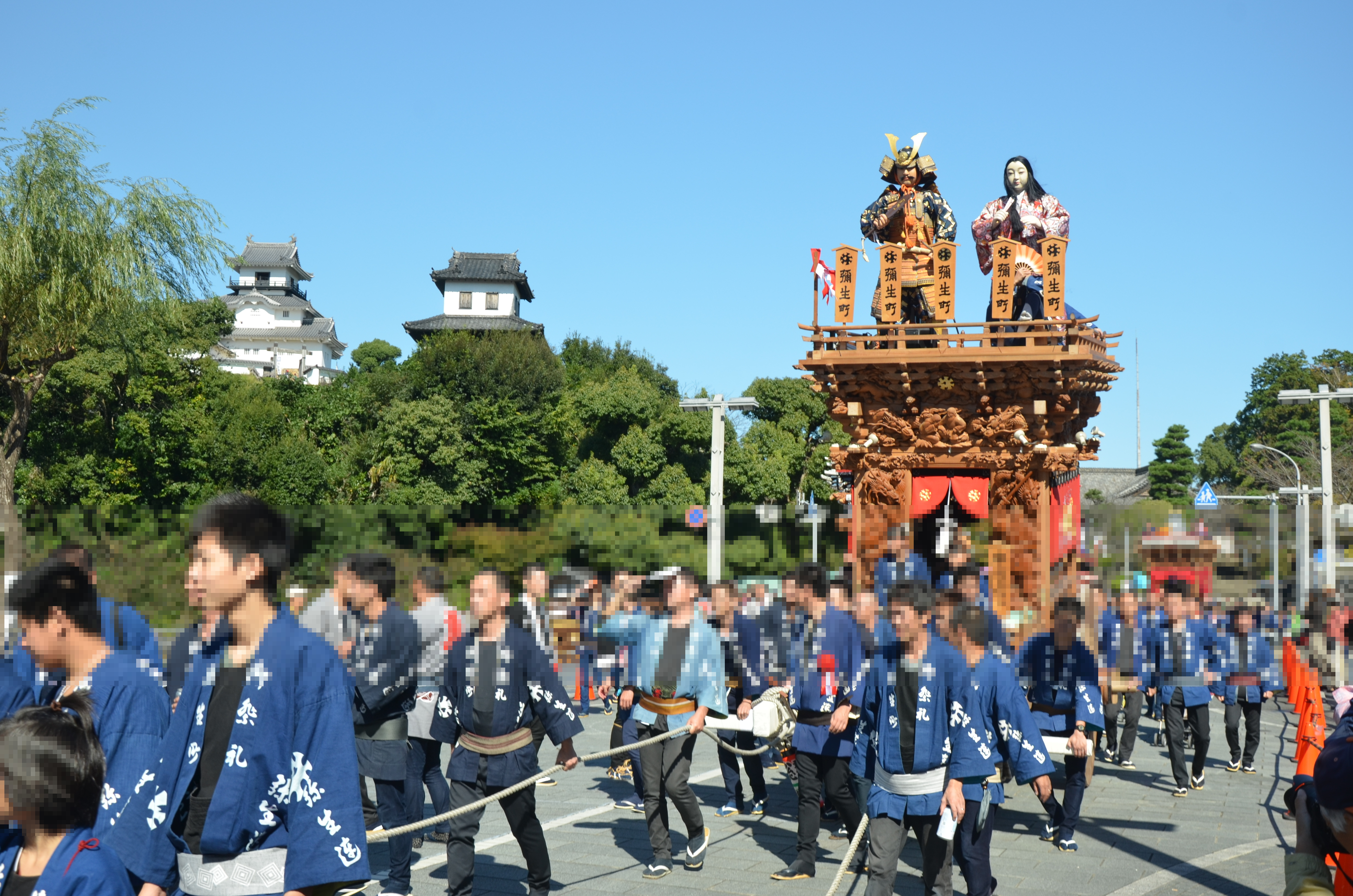
弥生町の二輪屋台（2015年10月撮影）

開催時期は時代ごとに変遷があるが、明治期には10月に行われるようになった。体育の日が制定され、ハッピーマンデー制度により10月第2月曜になってからは、10月第2金・土・日に行われている。以下、開催初日を1日目とし、以後2日目、3日目と表記する。大祭の年は1日長く、4日目（月曜）まで行われる。
日程は午前の部（09:00-12:00）・午後の部（13:00-17:00）・夜の部（18:00-21:00）に分けられ、参加各町は部ごとに事前に定められた行動表に従い屋台（獅子）を進行する。道中、各町の会所や商店・家宅の前で余興が披露される。小祭では各町が個別に行動するが、大祭では近接する2～4町がまとまって行動する「ブロック行動」をとる。三大余興を持つ町は、午前・午後は三大余興として単独行動をとるが、夜は屋台として本来のブロックと合流する。(獅子の町は終日単独行動）
以下に主な行事と一般的な行動の日程を示す。
| 日程      | 行事                                  | 屋台・獅子                     | 三大余興                                |
| --------- | ------------------------------------- | ------------------------------ | --------------------------------------- |
| 1日目午後 | 利神社奉納・白山神社奉納              |                                |                                         |
| 1日目夜   |                                       | 自町回り（宵祭）               |                                         |
| 2日目午前 | 龍尾神社奉納・御神輿渡御 池辺神社奉納 | 自町・自ブロック               | （奴道中・かんからまち）龍尾神社奉納    |
| 2日目午後 |                                       | 自ブロック                     |                                         |
| 2日目夜   |                                       | 主にイシバシヤ交差点付近を巡行 |                                         |
| 3日目午前 | 神明宮奉納                            | 主に旧東海道を巡行             | （大獅子）神明宮奉納 市街地巡行         |
| 3日目午後 | （大祭）お祭り広場                    | 主に旧東海道を巡行             | お祭り広場・市街地巡行                  |
| 3日目夜   |                                       | 主にイシバシヤ交差点付近を巡行 |                                         |
| 4日目午前 |                                       | 主に旧東海道を巡行             | 市街地巡行                              |
| 4日目午後 | （大祭）お祭り広場                    | 主に旧東海道を巡行             | お祭り広場・市街地巡行 （大獅子）千秋楽 |
| 4日目夜   |                                       | 主にイシバシヤ交差点付近を巡行 |                                         |

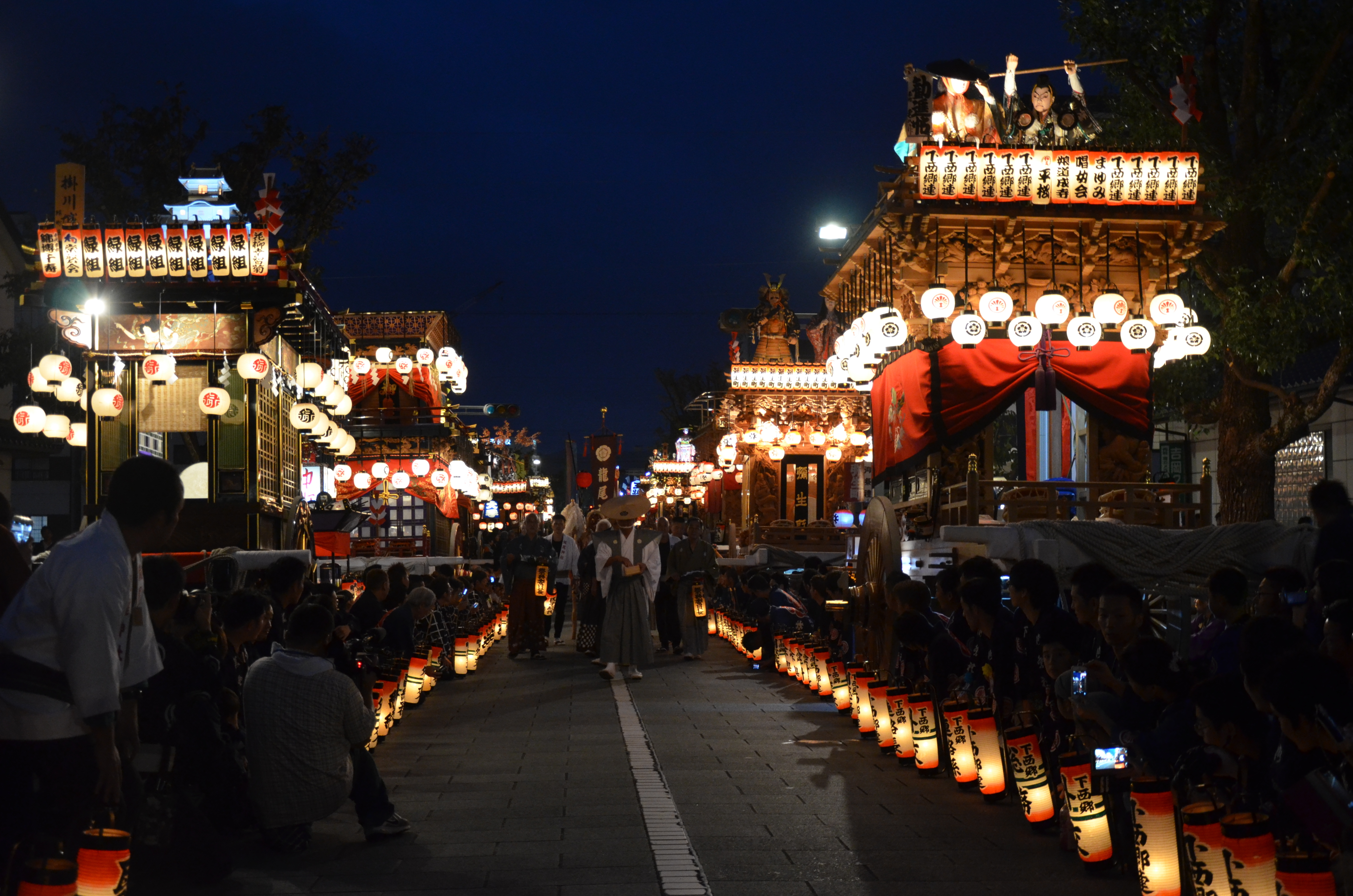
掛川大祭（2015年10月撮影）

イシバシヤ交差点は、信号機の標識では「連雀西」交差点となっているが、連雀町と中町の境界に位置する十字の交差点である。南西角（中町側）に衣料品店「イシバシヤ」があるために地元ではこのように呼ばれる。旧東海道掛川宿の中心にあたり、掛川祭においても屋台の進行上要衝となっており、特に夜の行動では大多数の屋台がイシバシヤ交差点付近に集合し、徹花が頻繁に行われる。
お祭り広場は、大祭のみに城下通りに設置され、3日目・4日目の二日間に渡って全参加町の屋台・獅子と余興が披露される。来場にあたり市街地の駐車場は利用できず、掛川市役所の駐車場が臨時駐車場となり、市役所とお祭り広場を結ぶシャトルバスが運行される。
平成以降の大祭開催年は1991年（平成3年）、1994年（平成6年）、1997年（平成9年）、2000年（平成12年）、2003年（平成15年）、2006年（平成18年）、2009年（平成21年）、2012年（平成24年）、2015年（平成27年）、2018年（平成30年）、2021年　（令和3年 予定）となっている。
昭和最後の大祭となった1988年（昭和63年）は、東海道新幹線掛川駅開業の年にあたり、西町の大名行列の復活など盛大に行われる予定であったが、病床にあった昭和天皇の容態を考慮し一日短く開催され、お祭り広場も中止された。

## 参加町
令和元年現在、41町が祭典に参加しており、このうち38町が屋台を所有している。道神町・瓦町・中央高町の3町は屋台を持たず、小獅子で参加している。
| 氏神     | 氏子町内   | ブロック       |
| -------- | ---------- | -------------- |
| 神明宮   | 新町       | 第一ブロック   |
| 神明宮   | 喜町       | 第一ブロック   |
| 神明宮   | 塩町       | 第一ブロック   |
| 神明宮   | 旭町       | 第二ブロック   |
| 神明宮   | 神明町     | 第二ブロック   |
| 神明宮   | 仁藤町     | 第二ブロック   |
| 神明宮   | 道神町     | 第二ブロック   |
| 龍尾神社 | 松尾町     | 第三ブロック   |
| 龍尾神社 | 城内       | 第三ブロック   |
| 龍尾神社 | 北門       | 第三ブロック   |
| 龍尾神社 | 大手町     | 第四ブロック   |
| 龍尾神社 | 連雀町     | 第四ブロック   |
| 龍尾神社 | 肴町       | 第四ブロック   |
| 龍尾神社 | 栄町       | 第五ブロック   |
| 龍尾神社 | 紺屋町     | 第五ブロック   |
| 龍尾神社 | 研屋町     | 第五ブロック   |
| 龍尾神社 | 中央一丁目 | 第五ブロック   |
| 龍尾神社 | 緑町       | 第六ブロック   |
| 龍尾神社 | 中町       | 第六ブロック   |
| 龍尾神社 | 西町       | 第六ブロック   |
| 龍尾神社 | 瓦町       | 第六ブロック   |
| 龍尾神社 | 十王       | 第七ブロック   |
| 利神社   | 下俣町     | 第七ブロック   |
| 利神社   | 中央二丁目 | 第七ブロック   |
| 利神社   | 十九首     | 第八ブロック   |
| 利神社   | 小鷹町     | 第八ブロック   |
| 利神社   | 中央三丁目 | 第八ブロック   |
| 利神社   | 中央高町   | 第八ブロック   |
| 龍尾神社 | 下西郷     | 第九ブロック   |
| 龍尾神社 | 城北町     | 第九ブロック   |
| 龍尾神社 | 弥生町     | 第九ブロック   |
| 池辺神社 | 二瀬川     | 第十ブロック   |
| 龍尾神社 | 城西       | 第十ブロック   |
| 池辺神社 | 七日町     | 第十ブロック   |
| 池辺神社 | 鳥居町     | 第十一ブロック |
| 池辺神社 | 秋葉通り   | 第十一ブロック |
| 池辺神社 | 上屋敷     | 第十一ブロック |
| 池辺神社 | 秋葉路     | 第十一ブロック |
| 白山神社 | 橘町       | 第十二ブロック |
| 津島神社 | 末広町     | 第十二ブロック |
| 貴船神社 | 長谷       | 第十二ブロック |

### 註釈
1. ↑  1889年の町村制施行時点。
2. 1 2  1891年の南郷村大字長谷が大池村に編入された時点。